# Gertrudiskerk (Idaard)
De Gertrudiskerk is een kerkgebouw in Idaard in de Nederlandse provincie Friesland.

## Beschrijving
Van de kerk, oorspronkelijk gewijd aan de heilige Gertrudis, is de zadeldaktoren uit de 15e eeuw het oudst. In 1774 werd voor het schip de eerste steen gelegd door Cornelis Arent Scheltinga, zoon van grietman van Idaarderadeel, Cornelis van Scheltinga. De zes gebrandschilderde ramen zijn gemaakt door Ype Staak. Er is een grafzerk van Carel van Roorda (1670). Het oorspronkelijke orgel van Willem Meinderts werd in 1806 vervangen door een orgel van L. van Dam en Zonen (verbouwd in 1886). De zaalkerk is in 1982 gerestaureerd onder leiding van R. Kijlstra.

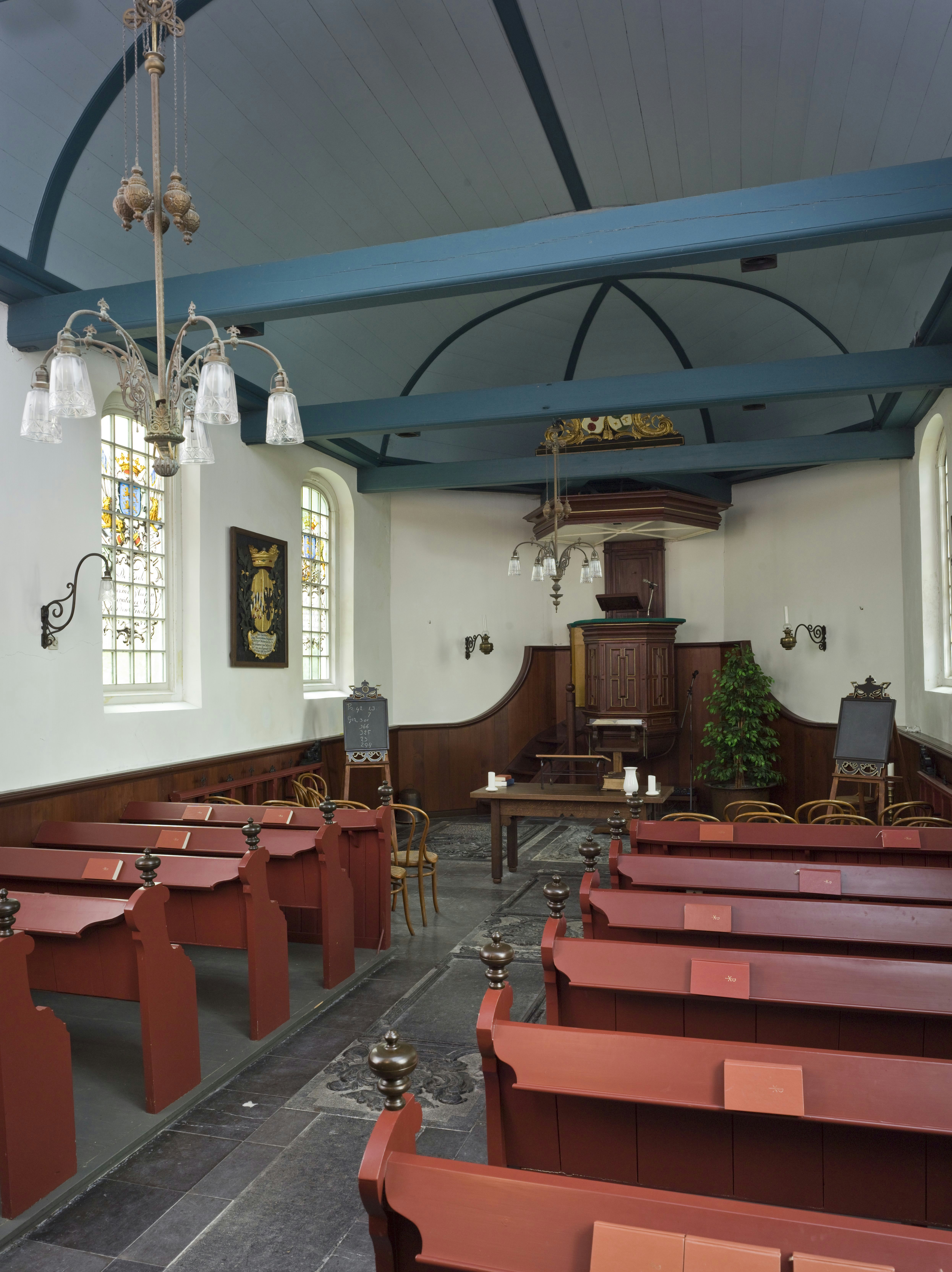
Interieur met preekstoel (2009)
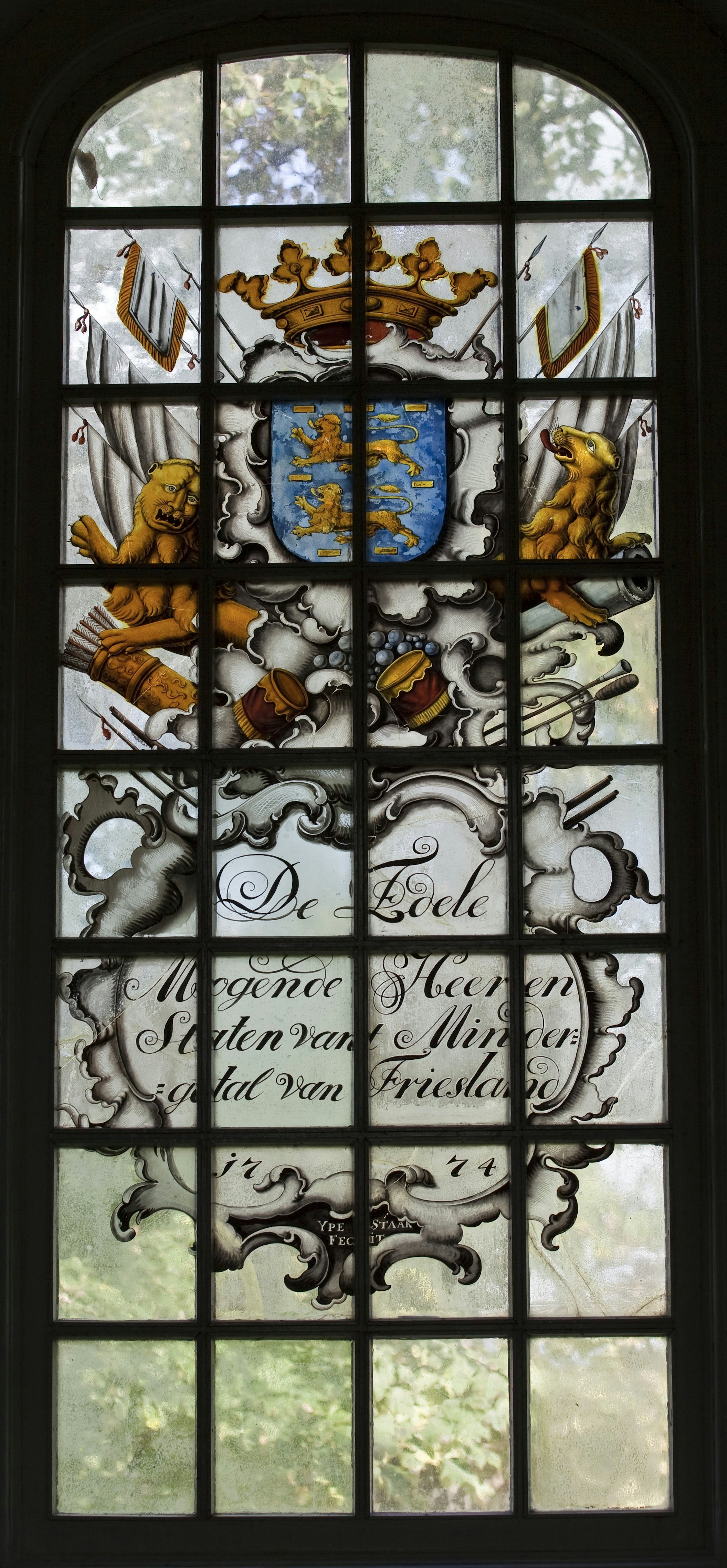
Raam (Ype Staak)